# Иван Казначић
Иван Август Казначић (Giovanni Agosto Casnacich) (Дубровник, 26. април 1817 — Дубровник, 13. фебруар 1883) био је дубровачки лекар и књижевник.

## Биографија
Рођен је у Дубровнику 1817. године. Школу је похађао у Дубровнику и у Задру. У Бечу и Падови је студирао медицину. По завршетку студија се вратио у Дубровник где је радио као лекар. Био је директор дубровачке болнице две деценије, све до смрти. Наследио га је др Емануел Луксардо.
Осим у медицини, деловао у области културе. Био је истраживач историје књижевности, архивар, књижевни критичар, издавач, есејиста, песник. Објављивао је и усмену књижевност. Уређивао је лист "Зора далматинска" и "Срђ". Писао је за књижевни годишњак "Дубрвник, цвијет народног јединства", "Словинац" и La Favilli из Трста. Радио је на каталогизацији рукописа из библиотеке самостана Мале браће у Дубровнику.
Превео је на италијански граматику Вјекослава Бабукића.

## Породица
Син је дубровачког песника Антуна Казначића (1784—1874) и синовац поморског капетана, картографа и конзула Дубровачке републике у Ђенови и Цариграду пре Наполеона, Ивана Антуна Казначића (1758—1850).